# Vlag van Barbados

Vlag van Barbados (ratio 2:3)

Oorlogsvlag ter zee (ratio 1:2)

De vlag van Barbados is aangenomen toen het land onafhankelijk werd op 30 november 1966. De rechthoekige vlag bestaat uit drie verticale banden van dezelfde breedte. De eerste blauwe band staat symbool voor de lucht, het geel staat symbool voor het zand van de stranden en de ander blauwe band staat symbool voor de zee. De drietand staat symbool voor de breuk met het Verenigd Koninkrijk bij de onafhankelijkheid (Britannia hield in de koloniale vlag de drietand vast). Ook verwijst de drietand naar de sterke band die het land met de zee heeft.

## Kleurverklaring
De betekenis van de kleuren is als volgt:
- Blauw - één band voor de lucht, een voor de zee
- Geel - De gouden stranden van Barbados

## Oorlogsvlag
De oorlogsvlag ter zee van Barbados is gebaseerd op het Britse witte vaandel.

## Historische vlaggen
Ten tijde van de Britse kolonisatie van Barbados voerde het gebied een Brits blauw vaandel met het embleem van Barbados. Van 1958 tot 1962 maakte het gebied deel uit van de West-Indische Federatie.
| Vlag | Periode   | Gebruik                             | Beschrijving |
| ---- | --------- | ----------------------------------- | --- |
|      | 1958–62   | Vlag van de West-Indische Federatie | |
|      | 1870–1966 | Vlag van de Kolonie Barbados        | Een Brits blauw vaandel met het embleem van Barbados: Brittannia die een zeepaard berijdt, een drietand in de hand houdend |